# Steven Blum
Steven Jay Blum, född den 28 april 1960, är en amerikansk röstskådespelare. 
Med sin distinkta djupa röst har Blum gjort rösten till ett flertal karaktärer inom olika anime-serier och datorspel.

## Filmografi

### Anime
Huvudroller i fetstil:
- .hack//Legend of the Twilight – Sanjuro
- Afro Samurai – Assassins
- Arc the Lad – Elk's Father
- Battle Athletes – Headmaster Grant Oldman
- Battle B-Daman – Cain McDonnell, Meowmigos, Ababa
- Bastard‼ – Ninja Master Gara
- The Big O – Roger Smith
- Blood+ – Moses, Collins
- Chobits – Hiroyasu Ueda
- Code Geass – Kyoshiro Tohdoh
- Cosmo Warrior Zero – Harlock
- Cowboy Bebop – Spike Spiegel, Yuri Kellerman
- Cyborg 009 (2001) – Farej, Cyborg 0013, Van Vogute
- Daigunder – Professor Hajime Akebono
- Digimon Adventure 02 – Flamedramon, Raidramon, Magnamon, BlackWarGreymon
- Digimon Tamers – Guilmon/Gallantmon, Growlmon, WarGrowlmon, Gallantmon/Gallantmon - Crimson Mode, Mitsuo Yamaki, Kenta Kitagawa
- Digimon Frontier – J. P. Shibayama, Beetlemon, MetalKabuterimon
- Digimon Data Squad – Falcomon
- Dinozaurs – Drago Wing
- Duel Masters 2.0 – Chill, Extreme Bucketman, Kyoshiro Kokujo
- Durarara!! – Kyohei Kadota
- El Hazard: The Alternative World – Dall Narciss
- éX-Driver – Toto
- Fist of the North Star (TV-serie) – Shin of the Nanto Seiken
- FLCL – Miyu Miyu, Masashi
- Fushigi Yûgi – Olika röstroller
- Gad Guard – Seikai, Sharks, Olika röstroller
- Gate Keepers – Jim Skylark
- Ghost in the Shell: Stand Alone Complex – The Laughing Man
- Ghost Slayers Ayashi – Ryūdō Yukiatsu
- Giant Robo – Tetsugyu (Animaze/L.A. Hero dub)
- Great Teacher Onizuka – Eikichi Onizuka, Koji Fujioshi, Hiroshi Kochitani (Ep. 12–43)
- Gun Frontier – Harlock
- Gungrave – Ballardbird Lee
- Gurren Lagann  – Leeron Littner
- Guyver Bio Booster Armor – Agito Makishima
- Heat Guy J - Kia Freeborn
- Idaten Jump – Takeshi Yamato
- Immortal Grand Prix – Alex Cunningham
- Initial D – K.T. Takahashi (Tokyopop dub)
- Kikaider – Saburo/Hakaider
- Kurokami: The Animation – Bernhard
- Last Exile – Vincent Arthai
- Love Hina – Masayuki Haitani
- Macross Plus – Marge Gueldoa
- Mahoromatic – Toh Ryuga, Yoshihiko Gunji
- Marvel Anime – Wolverine, Kikyo Mikage
- Metropolis – Acetylene Lamp
- Mobile Suit Gundam Movie Trilogy – Char Aznable
- Mobile Suit Gundam 0080: War in the Pocket – Als pappa
- Moldiver – Kaoru Misaki
- Naruto/Naruto Shippuuden – Zabuza Momochi, Orochimaru, Kuromaru, Murasame, Sazanami, Aniki, Kigiri, Hyō,
- Outlaw Star – Olika röstroller
- Perfect Blue – Nerd, Actor, Olika röstroller
- Planetes – Kho Cheng-Shin
- Rave Master – Shiba
- Resident Evil: Degeneration – Greg Glen
- Rurouni Kenshin – Toma Sakaki och Shishio Makoto
- S-CRY-ed – Kazuma
- Samurai Girl: Real Bout High School – Shizuma Kusanagi
- Samurai Champloo – Mugen
- Serial Experiments Lain – Make, engelskläraren
- Scrapped Princess – Major Luke Storm
- Shinzo – Sago, Eilis, Golden Mushrambo
- Stellvia – Kent Austin
- Stitch! – Sparky (Experiment 221), Felix (Experiment 010), Tachicchu
- Street Fighter Alpha – Ken Masters
- Street Fighter II V – Dhalsim (Animaze Dub)
- Strait Jackett – Leiot Stainbarg
- Super Dimension Fortress Macross II: Lovers, Again – Maj. Nexx och Lord Feff
- Tiger & Bunny – Jake Martinez
- Transformers: Robots in Disguise – Dark Scream, W.A.R.S., Fortress Maximus
- Trigun – Befälhavaren för the Roderick Thieves, Elder Nebraska
- The Twelve Kingdoms – Meiken
- Vandread – Duero McFile
- Wild Arms: Twilight Venom – Isaac
- Witch Hunter Robin – Akio Kurosawa
- Wolf's Rain – Darcia
- X-TV – Aoki Seiichirou
- Zatch Bell! – Gofure, Shin, Dr. Hakase, Vile

### Animerade serier
- The Avengers: världens mäktigaste hjältar – Red Skull, Wolverine, Beta Ray Bill
- Batman: Den tappre och modige – Heat Wave, Captain Cold
- Ben 10 – Vilgax, Heatblast, Ghostfreak, Zs'Skayr
- Ben 10: Omniverse - Vilgax
- DC Showcase: Green Arrow – Count Vertigo, nyhetsreporter
- G.I. Joe: Resolute – Duke, Roadblock, Wild Bill, Ripcord, Zartan, Doc, Operator, Technician,
- Grymma sagor med Billy & Mandy – Olika röstroller
- Harvey Birdman, Attorney at Law – Yakky Doodle, Clamhead
- Chowder – Lemone
- The Cartoon Cartoon Show – Jamie, Glorft Robot, Kid, Olika röstroller
- Generator Rex – Sebastian, Leon
- Least I Could Do: The Animated Series - Harry
- Loonatics Unleashed – Fuz-Zs
- Mari Kari – Larry (FEARnet show)
- Megas XLR – Jamie
- Mitt liv som tonårsrobot – Smytus
- Phineas & Ferb – Red Skull
- Regular Show – Muscle Man's Brother, Leon, Techmo, Doomagedden Virus
- Scott Pilgrim vs. The Animation – Teacher, Benvie Tech Boy (okrediterad)
- The Legend of Korra – Amon
- The Spectacular Spider-Man – Green Goblin, Chameleon, Dilbert Trilby, Blackie Gaxton, Seymour O'Reilly, Gargoyle
- The Super Hero Squad Show – Wolverine, Redwing, Heimdall, Zabu, Abomination, Fin Fang Foom, Pyro, Thanos (Säsong 1)
- Toonami (Cartoon Network/Adult Swim Block) – TOM
- Transformers: Prime (2010–) – Starscream, Olika röstroller
- Transformers: Rescue Bots – Heatwave
- Ultimate Spider-Man – Wolverine, Beetle, Doc Samson
- W.I.T.C.H. – Blunk, Raythor, Kurt
- Wolverine and the X-Men – Wolverine, Vanisher
- What's New, Scooby-Doo? – Melbourne O'Riley
- Young Justice – Count Vertigo, Hal Jordan, Rudy West, Henchy

### Filmer
- En katt i Paris - Nico
- Adventures in Voice Acting – Sig själv
- Ah! My Goddess: The Movie – Celestine
- Akira – Forskare, Sjukhusdoktor, Motståndsmedlem
- All-Star Superman – Atlas, General Sam uLane
- Armitage III: Poly-Matrix – Kellys Manager
- Batman: Year One – Stan
- Ben 10: Destroy All Aliens – Heatblast
- Ben 10: Secret of the Omnitrix – Heatblast, Vilgax
- Cardcaptor Sakura Movie 2: The Sealed Card – Yoshiyuki Terada
- Cowboy Bebop: The Movie – Spike Spiegel
- Dante's Inferno: An Animated Epic – Lucifer
- DC Showcase: Green Arrow – Count Vertigo
- Digimon: The Movie – Poromon, Flamedramon, Raidramon, Magnamon, Datorröst #1
- Final Fantasy VII: Advent Children – Vincent Valentine
- Green Lantern: Emerald Knights – Kloba Vud, Palaqua, Ranakar, G'Hu
- Hulk Vs – Wolverine
- Lilo & Stitch – Olika röstroller
- Naruto Shippuden The Movie: Bonds – Orochimaru
- Resident Evil: Degeneration – Greg Glenn
- Sakura Wars: The Movie – Yuichi Kayama
- Street Fighter Alpha movie – Ken Masters
- Street Fighter II: The Movie – T. Hawk
- Strait Jacket – Leiot Steinberg / Rayotte Steinberg
- Tekkon Kinkreet – The Doctor
- The Little Polar Bear – Henry
- The Invincible Iron Man – Partygäst (okrediterad)
- They Were Eleven – Rednose, Amazon, King
- What the Bleep Do We Know!? – Olika röstroller
- Zentrix – OmnicronPsy

### Datorspel
- .hack – Sanjuro, Wiseman, Boney Grunty, Yata, IYOTEN, Nala
- Ace Combat 5: The Unsung War – Captain Jack Bartlett (okrediterad)
- Ace Combat: Assault Horizon – AWACS Kingmaster
- Advent Rising – Marinsoldat
- Age of Empires III: The WarChiefs – Sven Kuechler
- Aion: The Tower of Eternity – Epeios, The Arena Master
- Alpine Racer 3 – Jose Helguera (okrediterad i EU-versionen, men krediterad i den japanska versionen)
- Anarchy Reigns – Jack Cayman
- Ape Escape 3 – Yellow Monkey
- Ape Escape Academy – Yellow Monkey, Pipotron Yellow
- Arc the Lad: Twilight of the Spirits – Volk
- Armored Core: For Answer – Otsdarva, Maximillian Thermidor (okrediterad), Shinkai (okrediterad)
- Army of Two: The 40th Day – Heavy Flamethrower
- Assassin's Creed: Revelations – Leandros
- Asura's Wrath – Sergei
- Atelier Iris: Eternal Mana – Arlin (okrediterad)
- Batman: Arkham Asylum – Killer Croc, maskerad vakt #2, vakt Ian Kennedy, vakt Jordan Fraser
- Batman: Arkham City – Killer Croc[1], Sickle, fånge
- Battlezone – Corporal Buzz
- Ben 10: Protector of Earth – Heatblast, Vilgax, Zs'Skayr
- Bionicle: The Game – Kopaka
- Bionic Commando – Joseph “Super Joe” Gibson, Buraq Pilot, Multiplayer Annonsör
- Bleach: Shattered Blade – Ulquiorra Schiffer
- Brave Fencer Musashi – Jon (Col. Capricciola)
- Brütal Legend – Sparkies
- Bulletstorm – Grayson Hunt
- Bushido Blade 2 – Gengoro
- Call of Duty – Cpt. Foley
- Call of Duty: World at War – Tank Dempsey
- Call of Duty: Black Ops – Tank Dempsey
- Captain America: Super Soldier – Baron Zemo
- Clive Barker's Jericho – Cpt. Devin Ross
- Command & Conquer: Red Alert 3 – Uprising – Harbinger Pilot
- Company of Heroes – Intel & Base Commander
- Conflict: Global Storm – Corporal Mick Connors
- Crash Nitro Kart – Crash Bandicoot & Emperor Velo the 27th
- Darksiders II – The Judicator, The Hunter
- Death by Degrees – Berättaren, Enrique Ortega (okrediterad)
- Dead Island – John Sinamoi
- Dead to Rights II – Jack Slate (okrediterad)
- Dead Rising – Cliff Hudson, Roger Hall
- Dead Space 3 - Olika röstroller
- Destroy All Humans! – Mutated Majestic Agents, högtalarröst i Area 42
- Destroy All Humans! 2 – The Black Ninja ledaren, Yamasuke Hirotaro, Space Traffic Control
- Diablo 3 – Zoltun Kulle
- Digimon Rumble Arena – Guilmon/Gallantmon, Reapermon, BlackWarGreymon
- Digimon Rumble Arena 2 – Guilmon/Growlmon/Gallantmon, Flamedramon, Phantomon
- Doom 3 – Olika vakter, forskare och zombies
- Dragon Age: Origins – Oghren, Gorim, First Enchanter Irving
- Dragon Age: Origins – Awakening – Oghren
- Dragon Ball GT: Final Bout – Goku
- Duke Nukem Forever – Foreman
- Dynasty Warriors – Sun Jian, Xiahou Yuan (okrediterad)
- Earth Defense Force: Insect Armageddon – Lightning Alpha
- EverQuest II – Corporal Peckett
- Fallout: New Vegas – Olika röstroller
- F.E.A.R. Perseus Mandate – Captain David Raynes
- Final Fantasy VII: Dirge of Cerberus – Vincent Valentine
- Final Fantasy XII – Ba'Gamnan
- Final Fantasy XIII-2 – Arbiter of Time
- Full Throttle – Sid
- G.I. Joe: The Rise of Cobra – Gung Ho / Iron Grenadier
- Ghost Recon: Future Soldier - Scott Mitchell
- Ghost Rider – Vengeance
- God of War – Ares
- Gears of War – Marcus Fenix (före release)
- Green Lantern: Rise of the Manhunters – Amon Sur
- Ground Control II: Operation Exodus – K'haunir Vicath och G'hall Vicath
- Guild Wars Prophecies – Justiciar Hablion, manlig huvudkaraktär
- Guild Wars Factions – Den manlige huvudkaraktären
- Guild Wars: Eye of the North – Pyre Fierceshot
- Guild Wars 2 – Rytlock Brimstone
- Gundam Side Story 0079: Rise From the Ashes – Maximillian Berger
- Gurumin: A Monstrous Adventure – Motoko, Bob
- Halo 3 – Brutes
- Halo 4 - Olika röstroller
- Halo: Reach – UNSC Marines
- Hitman: Absolution - Olika extraröster
- Hot Shots Golf Fore – Zeus
- Justice League Heroes – White Martian ledare
- Kessen II – Guan Yu, Xiahou Yuan (okrediterad)
- Kessen III – Saitō Tatsuoki (okrediterad)
- Killer7 – Kenjiro Matsuoka, Benjamin Keane, Trevor Pearlharbor
- Kingdoms of Amalur: Reckoning - Balthasar, Thorval Ulfsson, Gunnar Frode
- Kung Fu Panda - Tai Lung
- Lost: Via Domus – Jack Shepard
- Lego Batman: The Videogame – Batman, The Joker, Killer Moth, Two-Face, Killer Croc
- Lego Batman 2: DC Super Heroes – Ra's al Ghul, Bane, Killer Croc, Alfred Pennyworth, The Penguin
- Lego The Lord of the Rings – Olika röstroller
- MadWorld – Jack Cayman
- MagnaCarta II – Schuenzeit Baren
- Mafia II – Chubby
- Marvel: Ultimate Alliance – Wolverine, Venom, Rhino, A.I.M. Troopers, Skrull Scientist, Viking Warrior
- Marvel: Ultimate Alliance 2 – Wolverine, Nitro
- Marvel Heroes – Wolverine
- Marvel Super Hero Squad – Wolverine, Abomination, Heimdall
- Marvel Super Hero Squad: The Infinity Gauntlet – Wolverine, Abomination
- Marvel Super Hero Squad: Comic Combat – Wolverine, Abomination
- Marvel Super Hero Squad Online – Wolverine, Abomination
- Marvel vs. Capcom 3: Fate of Two Worlds/Ultimate Marvel vs. Capcom 3 – Wolverine, Taskmaster
- Mass Effect 2/Mass Effect 3 – Grunt, Wilson, besättningsman Matthews, Shadow Broker
- MediEvil 2 – Lord Palethorn
- Metal Gear Solid: Portable Ops – Gene
- Metal Gear Solid: Peace Walker – Galvez
- Metro 2033 – Hunter
- Mission: Impossible – Operation Surma – Ethan Hunt
- Motorstorm: Apocalypse – Big Dog
- Nano Breaker – Keith Spencer (okrediterad)
- Naruto-serien – Orochimaru, Zabuza Momochi, The Second Hokage
- Neo Contra – Master Contra (okrediterad)
- Neverwinter Nights – Daelan Red Tiger
- Neverwinter Nights 2 – One of Many (Child, Brute, Mad Woman), PC (Manlig röst till Hardened Battler)
- Ninja Gaiden II – Zedonius
- Ninja Gaiden Sigma 2 – Zedonius
- No More Heroes – Dark Star
- No More Heroes: Heroes' Paradise – Dark Star
- Omega Boost – 1st Lieutenant Lester
- Paraworld – Jarvis Babbit
- Phantom Brave – Walnut (okrediterad)
- Pirates of the Caribbean: The Legend of Jack Sparrow – Joshamee Gibbs, Black Smoke James, Gibbs, Various voices
- Pirates of the Caribbean Online – Jolly Roger
- Pitfall: The Lost Expedition – Pitfall Harry
- Power Rangers: Super Legends: – Lord Zedd, Lunar Wolf Ranger, SPD H.Q. Security System
- Prototype – Captain Eric Lim
- Psychonauts – G-Men, Lungfish Zealot, Tiger
- Quake 4 – Marines
- Quantum Theory – Thanatos, Fear, Seed
- Quest for Glory V: Dragon Fire – Abduel, Andre, Kokeeno Pookameeso, Magnum Opus, Salim
- Rage – Captain Marshall, Phallinx Hagar
- Ratchet & Clank: Going Commando – The Thugs-4-Less Leader
- Ratchet & Clank Future: A Crack in Time – Radio Announcer, Agorian
- Ratchet & Clank: All 4 One – Mr. Dinkles
- Ratchet & Clank: Full Frontal Assault - Trailer Narrator
- Rogue Galaxy – Zegram Ghart, Henry, Borga, Golba
- Samurai Warriors – Keiji Maeda (okrediterad)
- Secret Agent Clank - The Thugs-4-Less ledare
- Spawn: Armageddon – Violator
- S.T.A.L.K.E.R.: Clear Sky – Stalkers
- Saints Row: The Third – Zombieröst
- Samurai Western – Ralph Norman
- Shadows of the Damned – Garcia Hotspur / Demons
- Shellshock: Nam '67 – Ramirez
- Shin Megami Tensei: Digital Devil Saga – Gale (okrediterad)
- Shin Megami Tensei: Digital Devil Saga 2 – Gale (okrediterad)
- Singularity – Nikolai Demichev
- Skylanders: Spyro's Adventure – Auric, Vathek
- Skylanders: Giants - Auric
- Sly 2: Band of Thieves – TOM-3 (Cameoroll)
- Sly Cooper: Thieves in Time – Rioichi Cooper
- Spider-Man 3 – Rhino
- Spider-Man: Edge of Time – Anti-Venom
- Spider-Man: Shattered Dimensions – Hobgoblin 2099, Noir Vulture, Silvermane
- Spider-Man: Web of Shadows – Wolverine
- SOCOM 3: U.S. Navy SEALs – Mark Tepper
- SOCOM: U.S. Navy SEALs Combined Assault – Mark Tepper
- SOCOM: U.S. Navy SEALs Fireteam Bravo 2 – Mark Tepper
- Sorcery - Alchemist, Primus, alvisk lönnmördare
- StarCraft II: Heart of the Swarm - Abathur, Dehaka, Yagdra
- Star Ocean: Till the End of Time – Schweimer (okrediterad)
- Star Wars: Battlefront II – Olika rebellsoldater
- Star Wars: Empire at War – Imperial advisor, Rebel Plex soldat
- Star Wars: Empire at War: Forces of Corruption – Consortium advisor, Consortium Defiler, TIE Interceptor pilot
- Star Wars: The Force Unleashed – Stormtroopers
- Star Wars: The Force Unleashed II – Stormtrooper #3
- Star Wars Jedi Knight II: Jedi Outcast – Reborn Jedi, Galak Fyyar
- Star Wars: The Old Republic – Andronikos Revel, Baron Deathmark, Sergeant Mack
- Star Wars: X-Wing Alliance – Lt. Olin Garn
- Suikoden IV – Brandeau (okrediterad)
- Suikoden Tactics – Brandeau
- The Sword of Etheria – Vitis
- Titan Quest – Leonidus, Zeus
- The Amazing Spider-Man - Dr. Curt Connors (Lizard)
- The Bouncer – Kou Leifoh
- The Chronicles of Riddick: Escape from Butcher Bay – Rust
- The Dig – Dr. Ludger Brink, Cocytan Leader, Borneo Space Observer
- The Lord of the Rings: War in the North – Gloin
- The Punisher – Bullseye, Matt Murdock
- The Secret World – Jack Boone
- Too Human – Hod
- Tom Clancy's End War – Scott Mitchell
- Tom Clancy's Ghost Recon 2 – Nick Salvatore
- Tom Clancy's Ghost Recon Advanced Warfighter – Scott Mitchell, Nick Salvatore
- Tom Clancy's Ghost Recon Future Soldier - Scott Mitchell
- Tom Clancy's H.A.W.X – Scott Mitchell
- Tomb Raider: Anniversary – Tihocan
- Transformers: Autobots – Create-A-Bot
- Transformers: Decepticons – Create-A-Bot
- Transformers: The Game – Trailbreaker
- Transformers: War for Cybertron/Transformers: Fall of Cybertron – Barricade, Shockwave, Berättaren
- Transformers: Dark of the Moon – Starscream
- Transformers Prime: The Game - Starscream
- Tribes: Vengeance – Jericho
- Uncharted: Drake's Fortune – Odöd ättling
- Uncharted: Golden Abyss - Dantes hantlangare
- Undead Knights – Demon, King
- Urban Reign – Brad Hawk (okrediterad)
- Valkyria Chronicles – Zaka
- Valorant – Brimstone
- Vampire: The Masquerade – Bloodlines – Andrei the Tzimische, Courier, Sabbat
- Vanquish – Robert Burns
- Xenosaga Episode III: Also sprach Zarathustra – Canaan, Professor, Sellers
- X-Men: Destiny – Wolverine, Pyro
- X-Men Legends – Wolverine
- X-Men Legends II: Rise of Apocalypse – Wolverine, Omega Red
- X-Men Origins: Wolverine – Wade Wilson, Senator Robert Kelly
- X-Men: The Official Game – Jason Stryker
- Warhammer 40,000: Dawn of War: Winter Assault – Assassin
- Warhammer 40,000: Dawn of War II – Sergeant Cyrus, Techmarine Martellus, Multiplayer Techmarine
- Warhammer 40,000: Dawn of War II – Chaos Rising – Sergeant Cyrus, Techmarine Martellus, Multiplayer Techmarine, Lord Eliphas, Chaos Lord
- Warhammer 40,000: Dawn of War II - Retribution – Lord Eliphas, Sergeant Cyrus, Chaos Lord, Techmarine Martellus, Techmarine, Deranged Chaos Space Marine
- Zatch Bell! Mamodo Fury – Shin